# デンバー地震
デンバー地震（デンバーじしん、英: Denver earthquakes）とはアメリカ合衆国コロラド州のデンバー市周辺で1962年から1967年まで地震が頻発した現象である。一か月に数十回から多いときで80回以上も地震が発生していたが、これらの地震はデンバー近郊のロッキーマウンテン兵器工場 (RMA) での廃液の地中注入によるものと解明された。地中注入による誘発地震の代表例のひとつであり最初の事例である。

## 経緯

### RMAの操業
第2次世界大戦の最中1942年に米国陸軍がデンバー北東10マイルの敷地80.59 km²にロッキーマウンテン兵器工場 (RMA) を竣工し化学兵器の生産を始めた。戦時中はRMAでは白リン弾、ナパーム弾、マスタードガスやサリン等の通常兵器および化学兵器の製造・貯蔵が行われた。
戦後はRMA内の施設の民間利用（リースプログラム）も許可され、Julius Hyman and Company (JHC) が1946年に殺虫剤の生産を開始した、1952年にはシェル石油がJHCを買収し操業を継続、RMAでは60年代にロケットエンジンの推進剤の製造も開始した。1982年には東西の緊張緩和また環境への懸念から民間部門を含むRMAにおける製造活動は停止した。その後貯蔵も中止され、現在の唯一の業務は地域の除染と自然回復である。
RMAが操業中には、廃液は当時容認されていた方法により処理されていたが、1950年代なかばに汚染地下水による農作物への被害が確認された為、廃液は隔離する方針に変更され、地上の耐漏水処理を施した廃液保管池での貯蔵を始めた。

### RMAによる地中注入

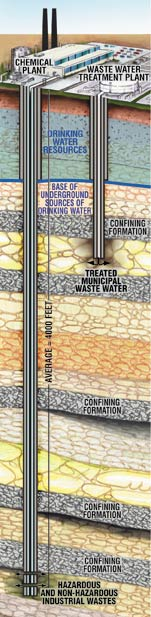
地中注入処分 (deep injection well)、左が有害物質、右が処理された下水

大量に貯まった廃液の処分について、陸軍とシェルでは地中注入処分することに決定した。実施に先立ち、1961年には深さ3,671 m (12,045 ft) の注入井を掘削し、2,150 m³（56万8千ガロン）の水を注入し地下水汚染などの影響が無いことを確認した。地中注入は1962年に開始され1966年に中止されるまでに約62万m³（165百万ガロン、オリンピックサイズ・プール約248杯分）の廃液が地中注入処理された。処分された廃液には様々な化学物質、重金属、有機物質などが含まれており明確な組成は分かっていない。その後、井戸は20年間未使用で放置されたが、1985年には封印された。なお注入されずに残った廃棄物は焼却処理された。

### 60年代のデンバー周辺の地震
1962年3月に廃液の地中注入が始まったが4月24日に最初の地震 (M1.5) がデンバー近郊の地球物理観測所で記録され、以降年内には190の地震があった。それら大半は人が感知しない微震であったが12月4日の地震は窓が壊れるのなどの被害が出た。1963年1月から1967年8月9日までの間に1300以上の地震が発生し、RMAでの地中注入が中止されて1年半後になる1967年8月9日の地震が最大 (M5.3) で広範囲で揺れ約百万ドルの被害が出た。

## 地震の原因の究明
コロラド鉱山大学の院生ユン・リアン・ワン (Yung-Liang Wang) が学位論文の一環として行った調査により、震源はデンバー市の北の長さ75km長・幅40km・深さ45kmの狭い範囲に集中していることが明らかになったが、この時点では多くの地震学者はこれは天然の群発地震であると考えていた。その後の精査により領域はさらに狭められ、ワンが着目していた地震は注入縦坑から半径8km以内であったことが明らかになった。
地中注入が地震と関係している可能性を最初に提案したのは、レジス・カレッジ地震観測所のジョーゼフ・V・ダウニーである。1965年11月には、デンバーの地質学者デビッド・エヴァンス (David Evans) が注入量と地震の頻度が相関しているとするデータをまとめ、大衆に対してもテレビで大々的に主張した。それに対し陸軍は地震と地中注入の関連を否定し、多くの地質学者も懐疑的であった。米国地質調査所 (USGS) でも否定的であり、注入と地震は関係が無いことを実証するため観測機器を設置した。ところが観測結果は注入量（1-9百万ガロン/月）と地震の発生頻度の関連を示し、1963年後半から1年間注入を中止すると、その間の地震の回数は激減し、1964年後半に注入を再開すると地震活動も元に戻った。
この事から注水と地震の関係が認められたため、1970年代にUSGSではデンバーから約300km西のRangely油田で同様の観測を行い、それまで一日50回以上あった地震が注水を停止すると一日10回以下になり注水と地震の関係が再確認された。その後1990年代には土壌塩分管理の為大量の水が注入されていたParadox Valleyで同様な地下注入による地震が観測された。
デビッド・エヴァンスには15年後に米国政府から5万ドルの報奨金が与えられた。

## 類似事例
オクラホマ群発地震 - 2009年以降にオクラホマ州で発生している群発地震で、シェールガスを採掘するための水圧破砕（フラッキング）が原因と考えられている。1978年から2008年までは有感地震は非常に稀で、マグニチュード3.0以上地震は年平均1.6回、多くて2-3回であったが、2009年以降急激に増加している。

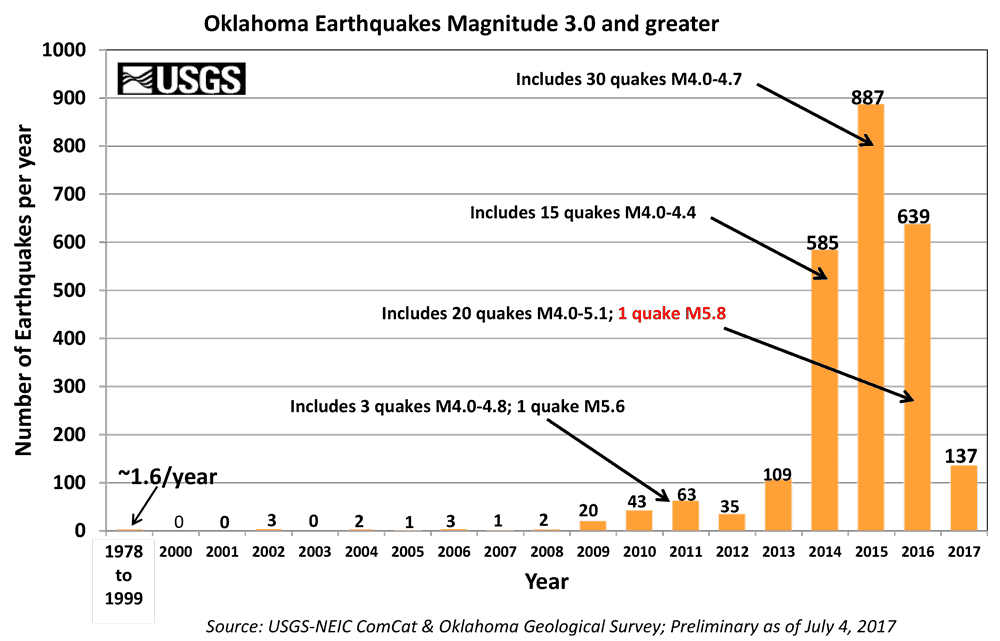
オクラホマにおけるM3.0以上の地震の発生件数。

米国では地震の発生回数の多さからカリフォルニア州が地震の首都（Earthquake Capital）と呼ばれてきたが、2014年にはオクラホマ州に座を譲った。